# Guntis Rēķis
Guntis Rēķis (né le 3 novembre 1974 à Riga) est un ancien lugeur Letton ayant pratiqué au haut niveau de 1993 à 2010. 

## Carrière
Il remporte notamment deux médailles de bronze dans les épreuves par équipes mixtes aux Championnats du monde de 2008 et de 2009.
Il a également participé à quatre éditions des Jeux olympiques, à Nagano en 1998 Salt Lake City en 2002, Turin en 2006 et Vancouver en 2010, son meilleur classement restant sa dix-septième place dans l'épreuve individuelle en 1998. 
En Coupe du monde, il a obtenu trois podiums dans des épreuves collectives et son meilleur résultat individuel est une quatrième place.
Il s'est retiré de la compétition en 2010.